# دیوید مورالس
دیوید مورالس (انگلیسی: David Morales؛ زادهٔ ۲۱ اوت ۱۹۶۱) یک موسیقی‌دان اهل ایالات متحده آمریکا است. وی از سال ۱۹۸۵ میلادی تاکنون مشغول فعالیت بوده‌است.